# Invazija na Afganistan 2001
Invazija na Afganistan 2001 se je začela oktobra 2001 (po terorističnem napadu 11. septembra) pod vodstvom ZDA (sodelovali so še Združeno kraljestvo, Avstralija in Severno zavezništvo). Ameriško kodno ime za to operacijo je Operacija Trajna svoboda (Operation Enduring Freedom), medtem ko je britanski prispevek znan kot Operacija Resnica (Operation Veritas). Invazija na Afganistan sodi v sklop vojne proti terorizmu.